# Сан-Мартін-де-Вальдеіглесіас
Сан-Мартін-де-Вальдеіглесіас (ісп. San Martín de Valdeiglesias) — муніципалітет в Іспанії, у складі автономної спільноти Мадрид. Населення — 8190 осіб (2010).
Муніципалітет розташований на відстані близько 90 км на захід від Мадрида.
На території муніципалітету розташовані такі населені пункти: (дані про населення за 2010 рік)
- Сан-Рамон: 103 особи
- Коста-де-Мадрид: 174 особи
- Хавакрус: 168 осіб
- Сан-Мартін-де-Вальдеіглесіас: 7745 осіб

## Демографія
Динаміка населення (INE ):

## Галерея зображень

Розташування муніципалітету у автономній спільноті Мадрид
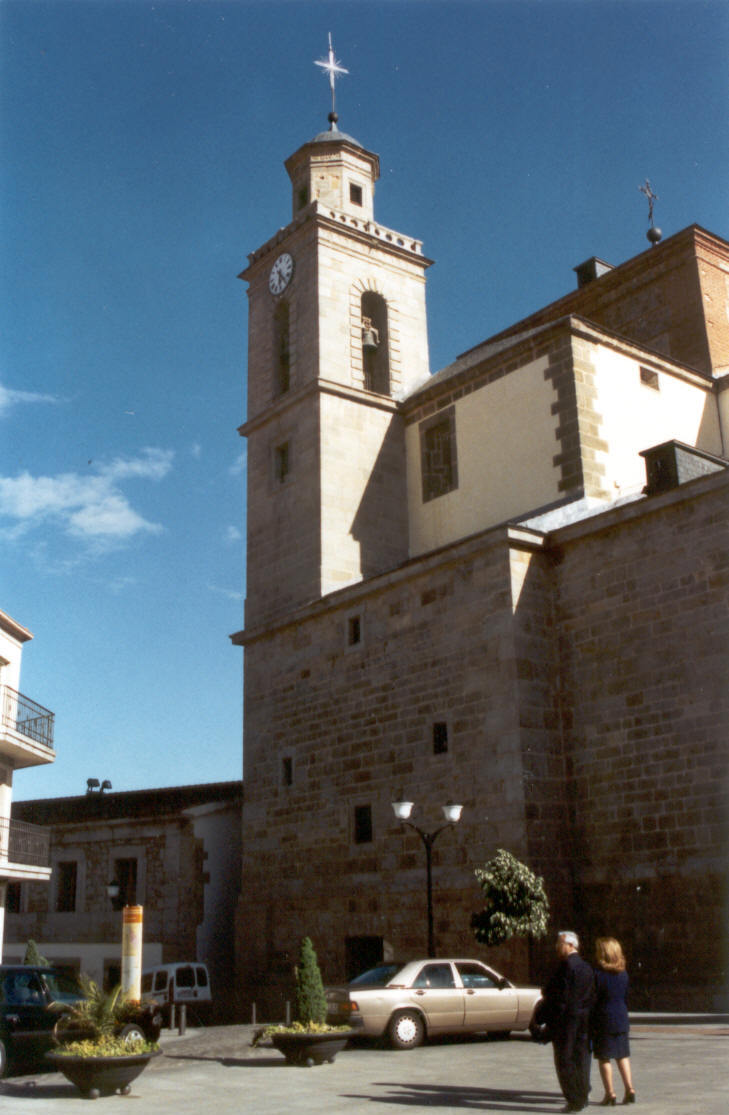
Сан-Мартін-де-Вальдеіглесіас. Церква
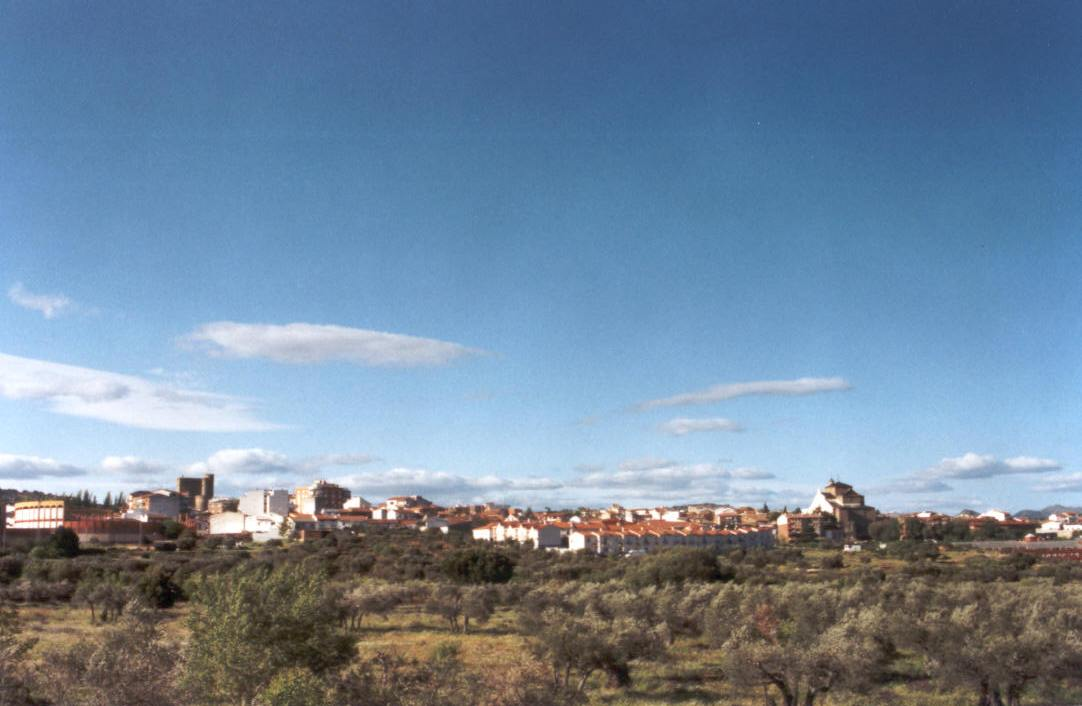
Сан-Мартін-де-Вальдеіглесіас, панорама